# Dundee FC
Dundee FC je skotský fotbalový klub z města Dundee, který byl založen v roce 1893. Jeho rivalem je klub Dundee United FC, jehož stadion Tannadice Park leží v těsném sousedství stánku Dundee FC Dens Park. Dundee FC vyhrál jednou skotskou ligu, a to v sezóně 1961–62. 3× rovněž získal skotský ligový pohár (1952, 1953, 1974). Ve zlaté éře klubu, v 60. letech 20. století, zažíval úspěchy i v evropských pohárech. V sezóně 1962/63 postoupil do semifinále Poháru mistrů evropských zemí a v sezóně 1967/68 do semifinále Veletržního poháru.